# Белоха, Порфирий Никитич
Порфирий Никитич Белоха (ум. 1890) — российский педагог, автор ряда учебников.

## Биография
О его детстве информации практически не сохранилось, да и прочие биографические сведения о нём очень скудны и отрывочны; известно лишь, что по окончании среднего образования он поступил в университет, но вышел оттуда до окончания курса.
Избрав после этого педагогическую деятельность, Белоха поступил преподавателем русского языка в Торопецкое уездное училище (ныне одноимённая библиотека). Здесь он скоро сменил преподавание русского языка на географию, сильно полюбил этот предмет и весь отдался преподавательской деятельности, заботясь главным образом о более лёгком и совершенном усвоении учениками этого предмета.
В 1845 году Белоха получил приглашение преподавать географию в Первом кадетском корпусе в Санкт-Петербурге и с этого времени перешёл на службу по военно-учебному ведомству. Здесь он был сперва преподавателем, а затем наблюдателем за преподаванием географии и, наконец, инспектором корпуса.
Он издал составленный им учебник географии, который получил широкое распространение и был в своё время лучшим руководством по этому предмету. Первое издание этого учебника вышло в 1862 году и выдержало после этого при его жизни 17 изданий, разойдясь в количестве 200 тысяч экземпляров.
Принадлежа к числу выдающихся педагогов, Белоха, при гуманном отношении к учащимся и к начинающим молодым преподавателям, был вместе с тем крайне требовательным к этим последним, заботясь, чтобы они были вместе с тем и хорошими воспитателями. Он даже хлопотал об устройстве особого учреждения для подготовки воспитателей. Слабость зрения помешала ему до конца жизни остаться преподавателем.
Скончался в глубокой старости летом 1890 года в окрестностях Санкт-Петербурга. Был похоронен в Воскресенском Новодевичьем монастыре; могила утрачена.